# Drapeau de Zarautz
Le Drapeau de Zarautz, ou la Bandera de Zarauz en espagnol castillan, est une compétition annuelle d'aviron sur traînières, des bateaux traditionnels locaux, qui se déroule depuis 1976 à Zarautz, ou Zarauz, sur la côte du Guipuscoa basque espagnol de l'Eurocité Bayonne - San Sebastian.

## Palmarès par éditions
| Édition | Année | Champion         | Second              | Troisième        |
| ------- | ----- | ---------------- | ------------------- | ---------------- |
| I       | 1976  | Astillero        | Kaiku               | Lasarte Michelin |
| II      | 1977  | Lasarte Michelin | Hernani             | Orio             |
| III     | 1978  | Kaiku            | Santurtzi           | San Juan         |
| IV      | 1979  | Santurtzi        | Orio                | Kaiku            |
| V       | 1980  | Santurtzi        | Orio                | Kaiku            |
| VI      | 1981  | Santurtzi        | Kaiku               | Castro-Urdiales  |
| VII     | 1982  | Zumaia           | Orio                | Castro-Urdiales  |
| VIII    | 1983  | Orio             | Zumaia              | Kaiku            |
| IX      | 1984  | Zumaia           | Orio                | Mundaka          |
| X       | 1985  | Santurtzi        | San Juan            | Zumaia           |
| XI      | 1988  | San Pedro        | San Juan            | Zumaia           |
| XII     | 1989  | San Juan         | Santurtzi           | Zumaia           |
| XIII    | 1990  | San Juan         | Ur-Kirolak          | Santurtzi        |
| XIV     | 1991  | San Pedro        | Orio                | Koxtape          |
| XV      | 1992  | San Pedro        | Donibaneko          | Orio             |
| XVI     | 1993  | Orio             | Donibaneko          | San Pedro        |
| XVII    | 1994  | San Pedro        | Orio                | Donibaneko       |
| XVIII   | 1995  | Orio             | Donibaneko          | San Pedro        |
| XIX     | 1996  | San Pedro        | Orio                | San Juan         |
| --      | 1997  | --               | --                  | --               |
| --      | 1998  | Orio             | --                  | --               |
| --      | 1999  | Orio             | --                  | --               |
| XXII    | 2000  | Orio             | Castro-Urdiales     | Isuntza          |
| XXIII   | 2001  | Orio             | San Juan            | Hondarribia      |
| XXIV    | 2002  | Orio             | Urdaibai            | San Juan         |
| XXV     | 2003  | Astillero        | Mecos               | San Juan         |
| XXV*    | 2003  | Trintxerpe       | Ciudad de Santander | Ur-Kirolak       |
| XXVI    | 2004  | Arkote           | Ciudad de Santander | Zierbena         |
| XXVII   | 2005  | Castro-Urdiales  | Hondarribia         | Astillero        |
| XXVII*  | 2005  | Zumaia           | Zarautz             | Zierbena         |
| XXIX    | 2006  | Orio             | Hondarribia         | Castro-Urdiales  |
| XXXe    | 2007  | Urdaibai         | Orio                | Hondarribia      |
| XXXI    | 2008  | Castro-Urdiales  | Urdaibai            | Zarautz          |
| XXXII   | 2009  | Castro-Urdiales  | Pedreña             | Orio             |
| XXXIII  | 2010  | Orio             | Urdaibai            | Hondarribia      |

En 2003 et 2005 se déroulent :
- une régate faisant partie de la Ligue San Miguel,
- et une autre faisant partie de la Ligue fédérative.